# Mefenitoin
A mefenitoin (INN: mephenytoin) parciális epilepszia kezelésére szolgáló gyógyszer. A hidantoin-származékok csoportjába tartozik. A barbiturátokhoz hasonló EEG-változásokat okoz az agyban.

## Fizikai/kémiai tulajdonságok
Fehér színű kristályos anyag. Oldódik acetonban, kloroformban és dimetil-szulfoxidban.

## Hatásmód
A kiterjedt kutatások ellenére a mefenitoin pontos hatásmódja még nem ismert. Minden jel arra mutat, hogy a feszültségfüggő Na+-csatornák aktiválódási gyakoriságát csökkenti a motor cortex-ben (az 
agykéregnek a nem-akaratlagos mozgásokért felelős részében).

## Metabolizmus
A mefenitoinnak két sztereoizomerje van, melyek különbözőképpen bomlanak le.
Az S-mefenitoin első lépésben S-4´-hidroximefenitoinná hidroxilálódik a CYP2C19 enzim hatására. E folyamat bizonyos populációkban az enzim genetikai károsodása miatt lelassul. Ennek gyakorisága európaiaknál 2–5%, japánoknál 18–23%. A mefenitoint e tulajdonsága miatt általánosan használják a CYP2C19 fenotípusának meghatározására mind járványtani tanulmányokban, mind gyógyszerészeti kutatásokban.
Az R-mefenitoin N-demetiláció révén R-nirvanollá (R-fenil-etil-hidantoinná) alakul. Ez az aktív metabolit. 
E folyamatban egy másik enzim (CYP2B6) vesz részt; itt nincsen populációk közötti (genetikai) különbség.

## Mellékhatások
A mellékhatásokat három csoportba sorolják. A paciensek között egyéni érzékenység miatt nagyobb különbségek lehetnek:
- vér dyscrasia (az összetétel kóros megváltozása): leukopénia, neutropénia, agranulocytosis, trombocitopénia és pancytopenia, ritkán eosinophilia, monocytosis és leukocytosis. E mellékhatások többsége a fehérvérsejtek különböző típusának mennyiségi csökkenését jelenti, és a szervezet immunrendszerének működését befolyásolja.
- nyálkahártya elváltozások: torokfájás, láz, nyálkahártya vérzés, a mandula megduzzadása, a fogíny károsodása[3] (mely csökkenthető rendszeres fogmosással és ínymasszírozással), bőrelváltozások (kiütés, sárgaság)
- központi hatások: homályos látás, zavartság, fáradtság, álmatlanság, szédülés, álmosság (melyet az alkoholfogyasztás felerősít)

Ezek közül a második az első következménye, és ez járhat a legkomolyabb következményekkel.
A fentiekhez emésztőrendszeri panaszok társulhatnak (hányinger, hányás, székrekedés, nagyon ritkán gyomorfájás). Javasolt a koffein fogyasztásának minimalizálása.
A mefenitoin számos gyógyszerrel kölcsönhatásba léphet, többek között a 
fogamzásgátló tablettákkal is, ezért az orvosnak fontos tudnia minden gyógyszerről, amit a beteg szed. Az oxazolidin-származékok ugyancsak dyscrasiát okozhatnak, ezért a mefenitoint nem szabad ilyen szerrel együtt szedni.
Mefenitoint szedő epilepsziás terhes nők esetén előfordultak magzati károsodások, de a bejelentett esetekből nem lehetett egyértelmű összefüggést megállapítani. Emberi kísérleti adatok a dolog természetéből adódóan miatt nincsenek, ezért az orvosnak ilyen esetben mérlegelnie kell.
A mefenitoin második vonalbeli szer, mivel a többi szerhez képest nagyobb a dyscrasia gyakorisága. Akkor írják fel, ha a biztonságosabb gyógyszerek valamiért nem (elég) hatékonyak.

## Laboratórium ellenőrzés
A mefenitoin folyamatos laboratóriumi ellenőrzést igényel, különösen a szedés elején. A javasolt gyakoriság: 
- a szedés megkezdése előtt
- két héttel az alacsony dózis után
- két héttel a teljes dózis elérése után
- ezután egy éven keresztül havonta
- ezután 3-havonta.

Ha az abszolút neutrofilszám 1600–2500 közé esik vissza, ismét vissza kell térni a 2-hetenkénti ellenőrzésre. Ha a szám 1600 alá kerül, a szer szedését abba kell hagyni (a neutropénia veszélye miatt).
A mefenitoin a fehérjék által kötött jód szintjének csökkenését okozhatja a szérumban. A normális alá csökkenhet a 
dexametazon vagy metirapon teszt eredménye. Megnövekedhetik a szérumban a vércukor, az 
alkalin foszfatáz és a γ-glutamil transzpeptidáz szintje.

## Adagolás
Szájon át. A kezdő adag 50–100 mg. Az adagot legalább egy hét elteltével lehet 50–100 mg-mal növelni. A teljes adag felnőtteknél 200–600, gyermekeknél 100–400 mg.
Fontos, hogy a gyógyszert három részletben, egyenlő időközönként, mindig ugyanakkor kell bevenni. Ez biztosítja a szer állandó szintjét a vérben. Ha mégis kimarad két adag egymás után, orvosi ellenőrzésre van szükség.
Orvosi engedély nélkül nem szabad abbahagyni a szedést, egyébként az epilepsziás görcsök kiújulhatnak, agyi 
hipoxiát okozva, mely az életet is veszélyeztetheti. Ugyancsak nem szabad orvosi engedély nélkül a gyógyszert másik mefenitoin hatóanyagú gyógyszerrel helyettesíteni.
Célszerű étkezéskor vagy tejjel együtt bevenni, ez csökkenti az emésztőrendszeri mellékhatásokat. A bevétel után fél órán keresztül nem szabad lefeküdni.
Célszerű, ha a beteg magával hordja a gyógyszert, hogy egy esetleges rosszullét esetén lehessen tudni a gyógyszer szedéséről ill. a betegségéről.

## Készítmények
A nemzetközi gyógyszerkereskedelemben:
- Epiazin
- Epilan
- Insulton
- Mesantoin
- Mesdontoin
- Mesontoin
- Methoin
- Methylphenetoin
- Metydan
- Phenantoin
- Sacerno
- Sedantional
- Sedantoin
- Sedantoinal
- Triantoin

Magyarországon nincs forgalomban.